# Monika Zuber
Monika Zuber (ur. 1979 w Białymstoku) – polska duchowna metodystyczna, druga kobieta w historii Kościoła Ewangelicko-Metodystycznego w RP pełniąca urząd pastora.

## Życiorys
Pochodzi z Białegostoku. Wychowała się w rodzinie protestanckiej. Początkowo studiowała architekturę na Politechnice Białostockiej. Następnie podjęła studia w Biblijnym Seminarium Teologicznym we Wrocławiu, gdzie poznała swojego męża, pastora Dariusza Zubera.
W 2008 roku ukończyła teologię ewangelicką, którą studiowała w Chrześcijańskiej Akademii Teologicznej w Warszawie. Wówczas, jedyną kobietą-pastorem w Polsce była Wiera Jelinek z Kościoła Ewangelicko-Reformowanego w RP, która wyjechała z Polski w 2010.
Po studiach, dwukrotnie podchodziła do rozpoczęcia wikariatu, który trwał 7 lat. Już wówczas jako duchowny-probator posługiwała się tytułem pastora. 25 czerwca 2017 została ordynowana w Katowicach na diakona Kościoła Ewangelicko-Metodystycznego w Polsce, jako druga kobieta w historii KEM po Ewie Dolej, która została ordynowana 1 lipca 1972 i już dzień po tym wydarzeniu złożyła urząd pasterski.
W 2019 została ordynowana na pastora (prezbiter). 
O ordynacji i posłudze pasterskiej Moniki Zuber powstało kilka reportaży telewizyjnych w tym reportaż pt. Kobieta ksiądz zrealizowany przez TVP czy reportaż z cyklu „Inspirujące kobiety” pt. Pierwsza w Polsce pastorka Kościoła Ewangelicko-Metodystycznego, zrealizowany przez TVN. O Monice Zuber powstały również liczne artykuły prasowe.
Jest proboszczem parafii ewangelicko-metodystycznej w Starych Juchach, w okręgu mazurskim Kościoła. Pełni również funkcję pomocniczą w parafii ewangelicko-metodystycznej Miłości Bożej w Ełku, gdzie proboszczem jest jej mąż.
W 2020 poparła protesty przeciwko zaostrzeniu przepisów dotyczących aborcji w Polsce.